# Лі-2

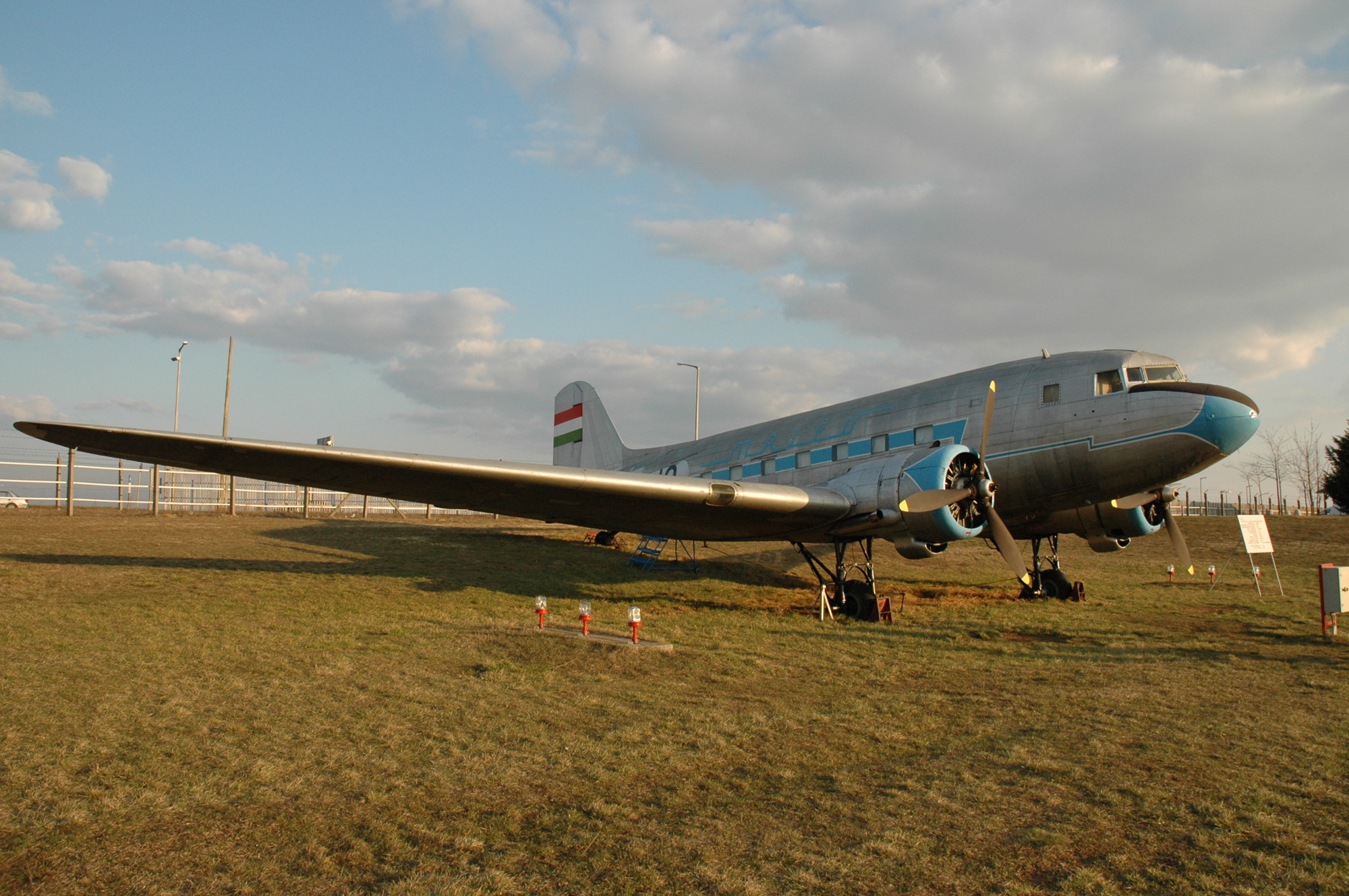
Лі-2

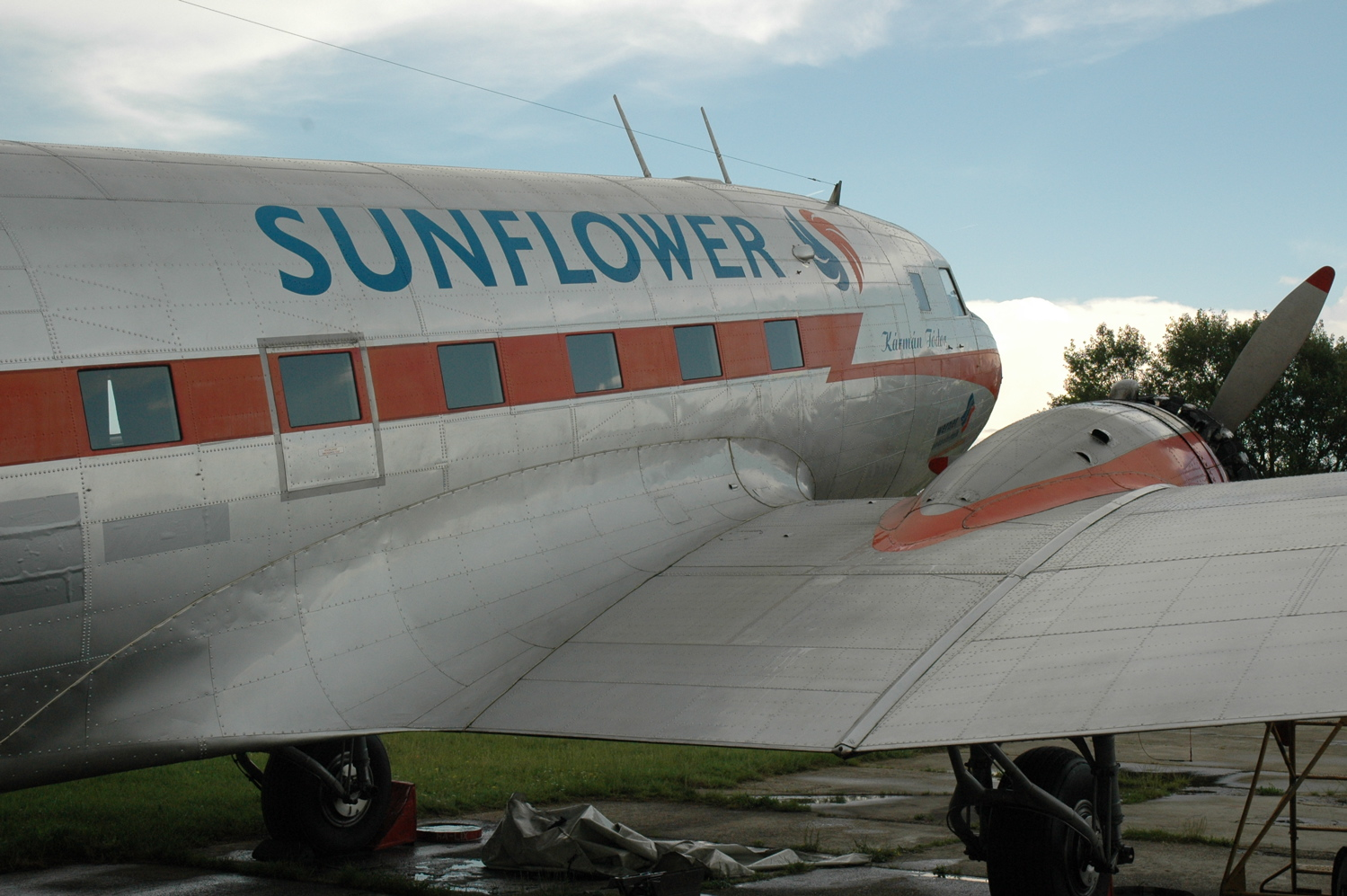
Літак Лі-2

Лі-2 (за кодифікацією НАТО: Cab — «Таксі») — багатоцільовий військово-транспортний літак, виробництво якого було почате в 1942 році у Ташкенті на базі пасажирського літака ПС-84, створеного, в свою чергу, на базі ліцензійного виробництва американського Douglas DC-3. Призначений для посадкового та парашутного десантування особового складу повітряно-десантних військ СРСР і різноманітних військових вантажів, а також для перевезення поранених й великогабаритних вантажів.

## Історія створення
В середині 30-их років американська компанія Douglas сконструювала революційний транспортний літак Douglas DC-3. Літак мав високі льотні характеристики і велику місткість, що дозволило йому успішно продаватись не тільки в США, а і за кордоном. Окрім безпосереднього імпорту деякі країни купили ліцензію на виготовлення літака, серед останніх був і Радянський Союз. Випуск перших ліцензійних DC-3, які отримали позначення ПС-84 (Пасажирський літак, рос. пассажирский самолёт) почався на заводі № 84 ще в 1939 році в Хімках.
Після початку німецько-радянської війни завод був евакуйований в Ташкент, а літаки отримали нове позначення Лі-2 (на честь В. П. Лісунова, який впроваджував літак в виробництво). Також почався випуск воєнної модифікації Лі-2ВВ (Воєнний Варіант, рос. Военный Вариант), який використовувався як транспорний літак і бомбардувальник. Випуск літаків продовжувався до 1952 року і склав 4937 літаки в усіх модифікаціях.
Військовий варіант, як і цивільний, оснащувався двигунами М-62ІР (ліцензійним варіантом американського Wright Cyclone) потужністю 1000 к.с. (декілька літаків також мали двигуни М-88 потужністю 1100 к.с.). Захисне озброєння складалось з чотирьох 7,62-мм кулеметів ШКАС в носовій установці, верхній турелі і по боках літака. Пізніше в верхній турелі почали використовувати 12,7-мм кулемет УБТ. Максимальна маса бомбового навантаження складала 2000 кг, нормальна — 1000 (4 × 250 кг бомби на зовнішній підвісці)

## Історія використання

### ВПС СРСР
Спочатку літаки Лі-2 використовувались тільки як транспортні. В квітні 1942 була сформована 1-а авіатранспортна дивізія (101-й і 102-й полки), яка ввійшла в склад новоствореної авіації далекої дії (АДД). Через брак бомбардувальників деякі Лі-2 були модифіковані в польових умовах для бомбометання. Трохи пізніше на озброєння прибули вже заводські бомбардувальні Лі-2ВВ. До середини 1942 року бомбардувальних Лі-2 було вже 180 машин, і почалось переобладнання інших частин які літали на ТБ-3. До 1944 року в АДД вже було 5 дивізій (10 полків) з Лі-2ВВ.
Лі-2 використовувався для багатьох задач — транспортні перевезення, постачання припасів партизанам, десантування піхоти і перетягування планерів. Проте більшість операцій проводилась вночі, оскільки літак був повільним. Здебільшого нічне використання навіть впливало на планування операцій: коли в вересні 1943 року мала здійснюватись велика повітряно-десантна операція на Букринському плацдармі, висадку було вирішено проводити вночі, оскільки більшість екіпажів Лі-2 не мали достатнього досвіду польотів вдень.
Як бомбардувальник Лі-2 використовувався теж тільки вночі, цілями були комунікації і аеродроми в тилу противника. В цій ролі Лі-2 використовувались в усіх великих битвах 1942-45 років. Окрім дій проти військових об'єктів, Лі-2 також залучались до нальотів на міста. В лютому 1944 року вони здійснили масовані нальоти на Гельсінкі, Оулу, Котку і Турку, а в вересні — на Будапешт, Дебрецен і Сегед. Єдиний денний бомбардувальний наліт відбувся 7 квітня 1945 року — коли Лі-2 бомбили Кенігсберг.
10 травня 1945 року в складі 18-ї повітряної армії (АДД) було 593 Лі-2, що складало найбільшу кількість літаків за типом. Три дивізії було перекинуто на Далекий схід для участі в радянсько-японській війні, але там вони використовувались тільки як транспортні. В 1946 році всі Лі-2 дальньої авіації було передано в десантно-транспортні частини.

### Цивільне використання
Один Лі-2 входив до складу експедиції Північ-2 і 23 квітня 1948 року здійснив першу в історії посадку на Північному полюсі.

## Використовувався в країнах

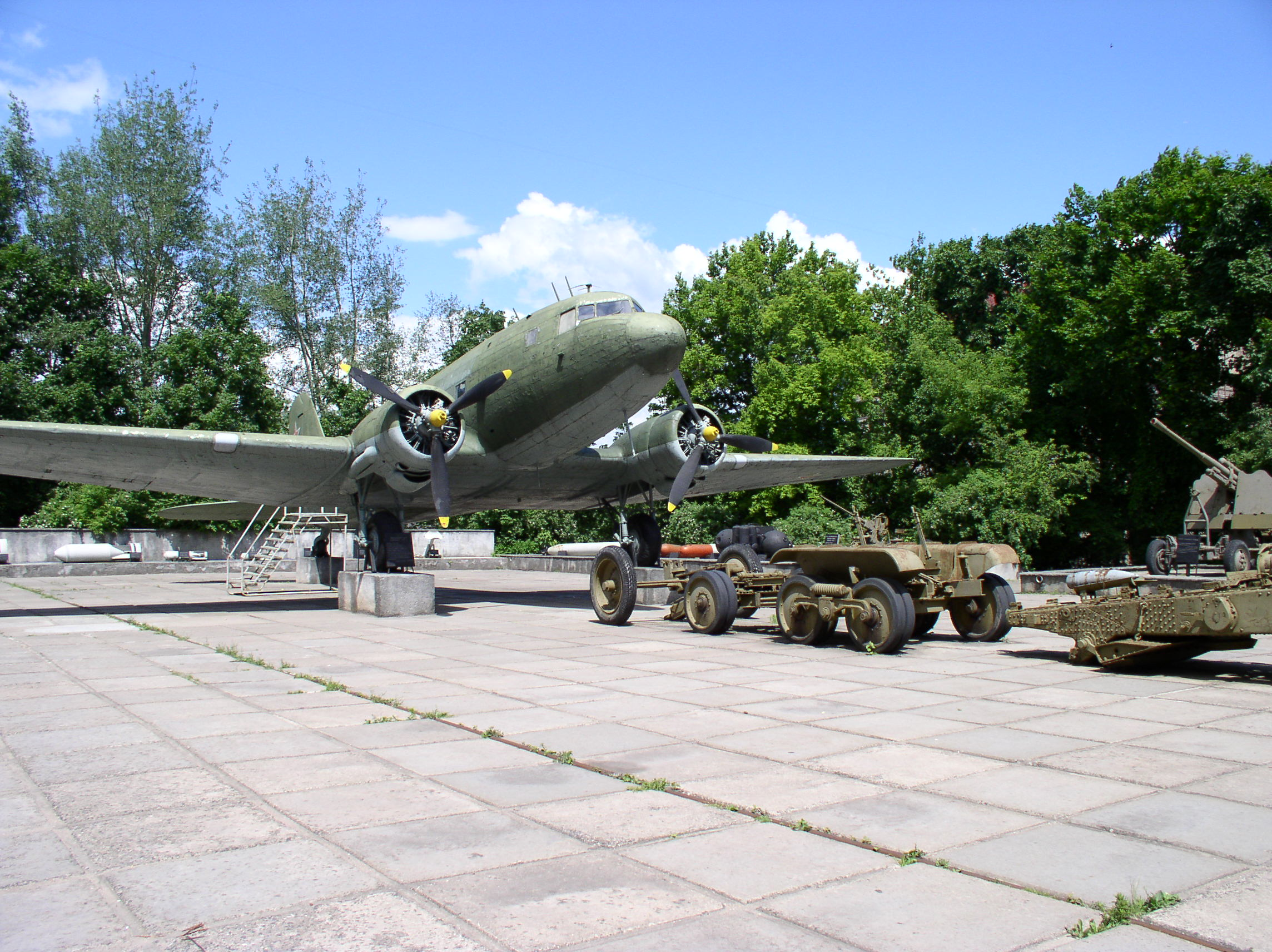
Експозиція музею. Мінськ, Білорусь

### Військові
БолгаріяВійськово-повітряні сили Болгарії
 ЧехословаччинаПовітряні сили Чехословаччини
 КНРВійськово-повітряні сили КНР
 УгорщинаПовітряні сили Угорщини
 Мадагаскар
 МонголіяАвіація Монгольської народної армії
 Північна КореяВійськово-повітряні сили КНДР
 Демократична Республіка В'єтнамВ'єтнамські народні повітряні сили
 ПольщаПовітряні сили Польщі
 РумуніяВійськово-повітряні сили Румунії
 СРСРВійськово-повітряні сили СРСР
 СиріяВійськово-повітряні сили Сирії
 ЮгославіяВПС СФР Югославії
- 1-й полк авіаційного транспорту (1945—1948)
- 119-й полк авіаційного транспорту (1948—1959, Лі-3 1970)

### Цивільні
КНРКитайська національна авіаційна компанія
 ЧехословаччинаЧехословацькі авіалінії
 УгорщинаМалєв Угорські авіалінії
 Північна КореяДержавна національна авіакомпанія КНДР
 ПольщаПольська авіакомпанія LOT
 РумуніяРумунська авіакомпанія TAROM
 СРСРАерофлот

## Льотно-технічні характеристики

|                       |                       | Лі-2           | Лі-2ВВ         |
| --------------------- | --------------------- | -------------- | -------------- |
| Довжина               | Довжина               | 19,66 м        | 19,66 м        |
| Висота                | Висота                | 5,16 м         | 5,16 м         |
| Розмах крил           | Розмах крил           | 29,98 м        | 29,98 м        |
| Площа крил            | Площа крил            | 91,7 м²        | 91,7 м²        |
| Маса                  | пустого               | 7700 кг        | 7700 кг        |
| Маса                  | спорядженого          | 10 500 кг      | 10 500 кг      |
| Двигуни               | Двигуни               | 2 × М-62ІР     | 2 × М-62ІР     |
| Потужність            | Потужність            | 2 × 1000 к. с. | 2 × 1000 к. с. |
| Максимальна швидкість | Максимальна швидкість | 320 км/год     | 300 км/год     |
| Крейсерська швидкість | Крейсерська швидкість | 290 км/год     |                |
| Дальність польоту     | Дальність польоту     | 2560 км        | 2350 км        |
| Практична стеля       | Практична стеля       | 10 500 м       | 10 500 м       |